# Faustino Álvarez del Manzano
Faustino Álvarez del Manzano y Álvarez Rivera (Oviedo, 23 de noviembre de 1851 - Madrid, 21 de octubre de 1916) fue un jurista y catedrático universitario español, académico de la Real Academia de Ciencias Morales y Políticas.

## Biografía
Licenciado en Derecho por la Universidad de Oviedo en 1870, se doctoró por la Universidad de Granada. En diciembre de 1872 fue nombrado auxiliar de cátedra de Derecho civil, mercantil y penal de la Universidad de Oviedo y miembro del Colegio de Abogados ovetense. En mayo de 1882 alcanzó la plaza de catedrático de Derecho mercantil de la Universidad de Granada. En 1885 fue nombrado catedrático de Derecho mercantil de España y Principales Naciones de Europa y América de Oviedo, ocupando la misma cátedra al año siguiente en la Universidad Central de Madrid. Participó en la Comisión General de Codificación, integró las primeras comisiones creadas para la persecución del fraude tributario en el pago de los impuestos dobre los derechos reales, fue representante de la Universidad Central en el Congreso Geográfico Hispano-Portugués-Americano (1892) y académico de la Real Academia de Ciencias Morales y Políticas desde 1905.
En sus conferencias destacó por sus notas de patriotismo, y defendió con entusiasmo las «glorias españolas» en la legislación mercantil.
En política militó en el Partido Integrista y formó parte de la junta regional integrista de Asturias. Según el diario El Siglo Futuro, era hombre que de palabra y por escrito salía a la defensa de Felipe II y de los tiempos inquisitoriales, con tal gallardía y copia de razones que se hizo respetar por los mismos docentes liberales.

## Obras
Relación de obras publicadas:
- Tratado de Derecho Mercantil español comprado con el extranjero (II Tomos, 1915)
- Códigos de comercio españoles y extranjeros y leyes modificativas y complementarias de los mismos comentados, concordados y anotados o Estudios fundamentales de Derecho Mercantil Universal (1909)
- Programa de Derecho Mercantil de España y de las Principales Naciones de Europa y América (1898).
- Relación entre la Iglesia y el Estado (1894).
- La Escuela (1895).
- Curso de Derecho Mercantil Filosófico, Histórico y Vigente (1890).
- La Hipoteca Marítima (1889).
- León XIII y la cuestión social (1903).